# Elecciones estatales de Sinaloa de 1992
Las elecciones estatales de Sinaloa de 1992 se llevaron a cabo el domingo 8 de noviembre de 1992, y en ellas se renovaron los siguientes cargos de elección popular en el estado mexicano de Sinaloa:
- Gobernador de Sinaloa. Titular del Poder Ejecutivo del estado, electo para un periodo de seis años no reelegibles en ningún caso. El candidato electo fue Renato Vega Alvarado.
- 39 diputados locales: Se eligen 39 diputados estatales, 23 por medio de votación directa y los otros 16 elegidos bajo un sistema de representación proporcional.
- 18 Ayuntamientos: Formados por un Presidente Municipal y regidores que conforman el cabildo municipal, electos para un periodo de tres años, no reelegibles hasta por un período inmediato.

## Resultados electorales

### Gobernador
|  | 56.04 % |

|  | 34.17 % |

|  | 3.94 % |

|  | 0.74 % |

|  | 0.64 % |

|  | 0.37 % |

|  | 95.90 % |

|  | 4.10 % |

|  | 57.26 % |

#### Detalle por distrito local
| Dtto. Local | Vega   | Goicoechea | Guerra | Otros | Nulos  |
| ----------- | ------ | ---------- | ------ | ----- | ------ |
| Dtto. Local |        |            |        | Otros | Nulos  |
| I           | 74.74% | 21.40%     | 0.17%  | 1.60% | 2.09%  |
| II          | 50.31% | 40.81%     | 2.39%  | 4.66% | 1.83%  |
| III         | 54.00% | 35.77%     | 0.95%  | 1.08% | 8.20%  |
| IV          | 52.49% | 43.84%     | 1.41%  | 1.01% | 1.25%  |
| V           | 65.51% | 20.40%     | 3.28%  | 1.54% | 9.27%  |
| VI          | 51.19% | 24.98%     | 17.51% | 4.36% | 1.96%  |
| VII         | 54.55% | 22.10%     | 13.12% | 1.75% | 8.48%  |
| VIII        | 63.87% | 23.34%     | 9.30%  | 1.93% | 1.56%  |
| IX          | 49.76% | 40.55%     | 0.81%  | 1.07% | 7.81%  |
| X           | 71.55% | 23.21%     | 2.74%  | 1.13% | 1.37%  |
| XI          | 89.90% | 8.21%      | 0.05%  | 0.93% | 0.91%  |
| XII         | 52.78% | 37.14%     | 2.09%  | 0.85% | 7.14%  |
| XIII        | 53.44% | 42.01%     | 2.38%  | 1.04% | 1.13%  |
| XIV         | 60.86% | 24.09%     | 2.23%  | 1.83% | 10.99% |
| XV          | 58.14% | 30.84%     | 2.38%  | 3.72% | 4.92%  |
| XVI         | 62.85% | 33.60%     | 0.08%  | 1.12% | 2.35%  |
| XVII        | 65.71% | 12.65%     | 16.40% | 2.76% | 2.48%  |
| XVIII       | 72.17% | 20.26%     | 4.48%  | 1.10% | 1.99%  |
| XIX         | 53.18% | 42.25%     | 2.64%  | 1.93% | 0.00%  |
| XX          | 52.37% | 40.98%     | 3.41%  | 1.54% | 1.70%  |
| XXI         | 55.33% | 40.86%     | 0.09%  | 1.46% | 2.26%  |
| XXII        | 58.61% | 38.78%     | 0.45%  | 0.86% | 1.30%  |
| XXIII       | 49.49% | 48.38%     | 0.38%  | 0.62% | 1.13%  |

### Ayuntamientos

Distribución de las alcaldías de Sinaloa por partido político.

|  | 56.68 % |

|  | 31.24 % |

|  | 4.92 % |

|  | 0.84 % |

|  | 0.67 % |

|  | 0.39 % |

|  | 0.07 % |

|  | 94.81 % |

|  | 5.19 % |

|  | 56.96 % |

#### Ayuntamiento de Ahome
|  | 53.99 % |

|  | 34.43 % |

|  | 2.30 % |

|  | 0.48 % |

|  | 0.48 % |

|  | 0.41 % |

|  | 0.31 % |

|  | 92.40 % |

|  | 7.60 % |

|  | 55.11 % |

#### Ayuntamiento de Angostura
|  | 67.72 % |

|  | 18.28 % |

|  | 10.55 % |

|  | 1.50 % |

|  | 0.22 % |

|  | 0.18 % |

|  | 0.10 % |

|  | 0.9 % |

|  | 98.45 % |

|  | 1.55 % |

|  | 63.85 % |

#### Ayuntamiento de Concordia
|  | 55.95 % |

|  | 39.02 % |

|  | 1.56 % |

|  | 0.46 % |

|  | 0.11 % |

|  | 0.09 % |

|  | 97.19 % |

|  | 2.81 % |

|  | 56.86 % |

#### Ayuntamiento de Cosalá
|  | 62.32 % |

|  | 33.76 % |

|  | 0.58 % |

|  | 0.40 % |

|  | 0.14 % |

|  | 0.06 % |

|  | 97.26 % |

|  | 2.74 % |

|  | 65.14 % |

#### Ayuntamiento de Choix
|  | 76.55 % |

|  | 19.24 % |

|  | 1.51 % |

|  | 0.22 % |

|  | 0.13 % |

|  | 0.12 % |

|  | 97.77 % |

|  | 2.23 % |

|  | 47.25 % |

#### Ayuntamiento de Elota
|  | 63.66 % |

|  | 22.94 % |

|  | 7.95 % |

|  | 1.75 % |

|  | 0.59 % |

|  | 0.36 % |

|  | 97.25 % |

|  | 2.75 % |

|  | 57.86 % |

#### Ayuntamiento de Escuinapa
|  | 48.82 % |

|  | 48.70 % |

|  | 0.50 % |

|  | 0.22 % |

|  | 0.20 % |

|  | 0.13 % |

|  | 98.57 % |

|  | 1.43 % |

|  | 45.02 % |

#### Ayuntamiento de El Fuerte
|  | 50.34 % |

|  | 39.63 % |

|  | 2.69 % |

|  | 2.60 % |

|  | 2.01 % |

|  | 0.59 % |

|  | 97.86 % |

|  | 2.14 % |

|  | 53.17 % |

#### Ayuntamiento de Guasave
|  | 57.59 % |

|  | 21.16 % |

|  | 16.14 % |

|  | 1.77 % |

|  | 0.96 % |

|  | 0.40 % |

|  | 98.02 % |

|  | 1.98 % |

|  | 55.85 % |

#### Ayuntamiento de Mazatlán
|  | 53.83 % |

|  | 34.06 % |

|  | 4.35 % |

|  | 1.00 % |

|  | 0.76 % |

|  | 0.28 % |

|  | 94.28 % |

|  | 5.72 % |

|  | 58.29 % |

#### Ayuntamiento de Mocorito
|  | 72.10 % |

|  | 22.32 % |

|  | 2.88 % |

|  | 0.75 % |

|  | 0.23 % |

|  | 0.19 % |

|  | 98.47 % |

|  | 1.53 % |

|  | 100 % |

#### Ayuntamiento de El Rosario
|  | 61.47 % |

|  | 35.58 % |

|  | 0.50 % |

|  | 0.50 % |

|  | 0.34 % |

|  | 0.12 % |

|  | 98.51 % |

|  | 1.49 % |

|  | 56.78 % |

#### Ayuntamiento de Salvador Alvarado
|  | 49.45 % |

|  | 39.02 % |

|  | 0.68 % |

|  | 0.46 % |

|  | 0.46 % |

|  | 0.11 % |

|  | 90.18 % |

|  | 9.82 % |

|  | 73.04 % |

#### Ayuntamiento de San Ignacio
|  | 74.23 % |

|  | 17.34 % |

|  | 4.81 % |

|  | 0.49 % |

|  | 0.30 % |

|  | 0.21 % |

|  | 97.38 % |

|  | 2.62 % |

|  | 49.63 % |

#### Ayuntamiento de Sinaloa
|  | 70.34 % |

|  | 19.17 % |

|  | 3.73 % |

|  | 0.67 % |

|  | 0.52 % |

|  | 0.34 % |

|  | 94.77 % |

|  | 5.23 % |

|  | 54.39 % |

#### Ayuntamiento de Navolato
|  | 59.06 % |

|  | 30.42 % |

|  | 3.52 % |

|  | 2.95 % |

|  | 1.11 % |

|  | 0.26 % |

|  | 97.32 % |

|  | 2.68 % |

|  | 55.35 % |

### Congreso del estado
|  | 57.16 % |

|  | 31.82 % |

|  | 5.03 % |

|  | 0.89 % |

|  | 0.73 % |

|  | 0.43 % |

|  | 3.94 % |

|  | 56.98 % |

|  | 100 % |